# Adeel Akhtar
Adeel Akhtar (Londres, 18 de setembro de 1980) é um ator britânico. Em 2017, ele ganhou o BAFTA TV Award de melhor ator por seu papel em Murdered by My Father.

## Filmografia

### Cienma
| Ano  | Título                             | Papel                     | Nota(s)      |
| ---- | ---------------------------------- | ------------------------- | ------------ |
| 2002 | Let's Roll: The Story of Flight 93 | Hijacker Saeed Al Ghamdi  |              |
| 2008 | Traitor                            | Hamzi                     |              |
| 2010 | Four Lions                         | Faisal                    |              |
| 2010 | Stranger Things                    | Mani                      |              |
| 2012 | The Dictator                       | Maroush                   |              |
| 2013 | Jadoo                              | Vinod                     |              |
| 2013 | Convenience                        | Shaan                     |              |
| 2014 | War Book                           | Mo                        |              |
| 2015 | Pan                                | Sr. Smee                  |              |
| 2017 | The Big Sick                       | Naveed                    |              |
| 2017 | Victoria & Abdul                   | Mohammed Bakhsh           |              |
| 2018 | Swimming with Men                  | Kurt                      |              |
| 2019 | Murder Mystery                     | Maharajah Vikram Govindan |              |
| 2020 | The Nest                           | Steve                     |              |
| 2020 | Enola Holmes                       | Inspetor Lestrade         |              |
| 2021 | Everybody's Talking About Jamie    | Iman Masood               | pós-produção |
| TBA  | Louis Wain                         |                           | pós-produção |

### Televisão
| Ano       | Título                         | Papel                       | Nota(s)                                                  |
| --------- | ------------------------------ | --------------------------- | -------------------------------------------------------- |
| 2006      | Law & Order: Criminal Intent   | Hazim                       | episódio: "Dollhouse"                                    |
| 2006      | Conviction                     | Dr. Darpan Banerjee         | episódio: "Downhill"                                     |
| 2010      | Angelos Epithemiou's Moving On | Gupta                       |                                                          |
| 2011      | Coming Up                      | Hasan                       | episódio: "Hooked"                                       |
| 2013–2014 | The Job Lot                    | George                      |                                                          |
| 2013      | Trollied                       | Ray                         | 3° temporada                                             |
| 2013      | The Tunnel                     | Anwar Rashid                | 1° temporada; 2 episódios                                |
| 2013–2014 | Utopia                         | Wilson Wilson               | Indicado – BAFTA de Melhor Ator Coadjuvante em Televisão |
| 2015      | River                          | Detective Sergeant Ira King |                                                          |
| 2015      | Capital                        | Ahmed Kamal                 |                                                          |
| 2016      | The Night Manager              | Rob Singhal                 |                                                          |
| 2016      | Murdered by My Father          | Shahzad                     | Telefilme Ganhou – BAFTA de Melhor Ator em Televisão     |
| 2017      | Unforgotten                    | Hassan Mahmoud              | 2° temporada                                             |
| 2017      | Shut Eye                       | Pazhani "Paz" Kapoor        | 2° temporada; 6 episódios                                |
| 2017      | Apple Tree Yard                | Jaspreet                    | episódio 3 e 4                                           |
| 2017–2018 | Ghosted                        | Barry                       |                                                          |
| 2018      | Counterpart                    | Casper                      |                                                          |
| 2018      | Les Misérables                 | Monsieur Thénardier         |                                                          |
| 2019      | Killing Eve                    | Martin                      | 2° temporada; 2 episódios                                |
| 2019      | Back to Life                   | Billy                       |                                                          |
| 2021      | Sweet Tooth                    | Dr. Aditya Singh            | Papel principal                                          |

### Teatro
- 2008: The Colonel como Zero (Theatre Absolute)
- 2008: In My Name como Zaeem (Old Red Lion & Trafalgar Studios)
- 2009: Wuthering Heights como Yusuf (Tamasha Theatre Company)
- 2010: Satyagraha (Conjunto) (Improbable theatre)
- 2011–2012: Hamlet como Guildenstern e Francisco (Young Vic Theatre)